# Apostolisches Vikariat Puerto Leguízamo-Solano
Das Apostolische Vikariat Puerto Leguízamo-Solano (lat.: Apostolicus Vicariatus Portus Leguizamensis-Solanensis) ist ein in Kolumbien gelegenes römisch-katholisches Apostolisches Vikariat mit Sitz in Puerto Leguízamo. Es umfasst die Gemeinden Puerto Leguízamo (Departamento de Putumayo) und Solano (Departamento del Caquetá) und einen Teil der Gemeinde Puerto Alegría (Departamento de Amazonas).

## Geschichte
Papst Benedikt XVI. gründete das Apostolische Vikariat Puerto Leguízamo-Solano am 21. Februar 2013 aus Gebietsabtretungen des Apostolischen Vikariats San Vicente-Puerto Leguízamo.